# Attentats à la bombe de Beer-Sheva
Les attentats à la bombe contre des bus à Beer-Sheva étaient deux attentats-suicides menés presque simultanément à bord de bus de banlieue à Beer-Sheva, en Israël, le 31 août 2004. Seize personnes ont été tuées et plus de 100 ont été blessées. Le Hamas a revendiqué la responsabilité des attaques.

## Contexte historique
L'attaque majeure précédente contre Be'er Sheva était l'attentat à la grenade du 19 octobre 1998 à la gare routière centrale, où 64 personnes ont été blessées lorsqu'un Palestinien de Hébron a lancé deux grenades sur la gare routière.
Pendant la Seconde Intifada au début des années 2000, une période marquée par une intensification des attentats-suicides perpétrés en Israël par des organisations militantes palestiniennes, Beer-Sheva était considérée comme un endroit relativement sûr, car elle n'a connu aucun attentat.
En 2004, l'année de l'attentat, la seconde intifada déclinait, mais les tensions ont escaladé en mars 2004 avec l'assassinat du chef du Hamas, Ahmed Yassine. Un mois plus tard, en avril, le successeur de Yassine, Abdel Aziz al-Rantissi, a été assassiné. Après ces deux assassinats, Israël a connu les quatre mois les plus calmes depuis le début de la Seconde Intifada, période qui a pris fin avec les attentats à la bombe contre des bus à Beer-Sheva.

## L'attaque
Au moment des attentats, les bus publics Metrodan Beersheba (en) (lignes 6 et 12) étaient bondés de civils israéliens et circulaient le long de la rue principale de Beer-Sheva, le boulevard Rager, près de l'hôtel de ville, dans un endroit très fréquenté. À 14h50, le premier kamikaze a fait exploser l'engin explosif caché sous ses vêtements dans le bus numéro 6, alors que le bus passait à une intersection animée au centre-ville. Deux minutes plus tard, le deuxième kamikaze s'est fait exploser à bord du bus numéro 12, qui se trouvait à environ 100 mètres du premier bus. La force de l'explosion, qui a arraché et mutilé les membres de nombreux civils, a rendu difficile l'identification des victimes par les autorités. La plus jeune victime était un garçon de 3 ans et demi, tué alors qu'il était assis sur les genoux de sa mère.

## Les assaillants
La branche militaire du Hamas, les Brigades Izz ad-Din al-Qassam, a revendiqué la responsabilité des attentats.
Une vidéo publiée par le Hamas après l'attentat montrait les deux kamikazes, Nassem Jabari (22 ans) et Ahmad Qawasameh (26 ans), posant avec des fusils et des affiches. Le Hamas a distribué des tracts à Hébron affirmant que l'attentat était une vengeance pour l'assassinat des dirigeants du Hamas, Ahmed Yassin et Abdel Aziz al-Rantissi, par Israël.
Le gouvernement israélien a accusé la Syrie, et les « postes de commandement terroristes à Damas » d'être impliqués dans l'attentat.

## Réactions
À la suite de l'attentat, environ 20 000 -partisans du Hamas à Gaza sont descendus dans la rue pour célébrer.
Le ministre israélien des Affaires étrangères, Silvan Shalom, a attribué la responsabilité à Yasser Arafat pour ne pas avoir empêché les attaques et pour n'avoir apporté que « terreur et mal » depuis son retour dans les territoires palestiniens.

## Conséquences
L'attaque meurtrière a choqué le public israélien, surtout en raison du fait que les deux kamikazes palestiniens ont réussi à se rendre de Hébron à Beer-Sheva en franchissant simplement les lignes de démarcation de la Ligne verte sans difficulté. Pour cette raison, après l'attentat, de nombreux responsables publics israéliens, y compris le commissaire de police Moshe Karadi, ont souligné qu'une barrière de séparation hermétique entre Israël et la Cisjordanie était essentielle à la sécurité d'Israël. La partie sud de la barrière de séparation israélienne en Cisjordanie a été achevée seulement après l'attentat.
Le 26 septembre 2004, Izz El-Deen Sheikh Khalil, un haut responsable de la branche militaire du Hamas, a été tué dans un attentat à la voiture piégée dans le district d'al-Zahera, dans le sud de Damas, en Syrie. Cet assassinat a été attribué aux agents israéliens. Officiellement, le gouvernement israélien a refusé de revendiquer la responsabilité, mais des sources israéliennes anonymes ont reconnu officieusement qu'Israël avait assassiné Khalil en réponse aux attentats à la bombe contre des bus à Beer-Sheva.